# Catalina Cruz
Catalina Cruz (Cleveland, Ohio; 13 de septiembre de 1979) es una modelo fitness y actriz pornográfica estadounidense.

## Biografía
Radicada en su natal Cleveland, tuvo varios empleos convencionales, su último empleo fue como secretaría para una compañía japonesa de comercio internacional.
Un día decidió publicar algunas fotos desnuda con consoladores suyas en un sitio web de modelaje y empezó a obtener muchos mensajes de correo electrónico de fanes y ofertas para trabajar en el ámbito amateur o aficionado. Se sorprendió al ver la gran respuesta obtenida por unas pocas fotos, entonces decidió enviar algunas fotos más a una agencia de modelaje de su natal Cleveland, y empezó su carrera de modelo convencional y a hacer su portafolio de trabajo. Después de eso fue solicitada por revistas de cultura física o fitness tales como Ironman, Musclemag, y American Curves.
Empezó su carrera en noviembre del 2000 bajo el pseudónimo de Jenna Z. Cuando ella publicó fotos suyas desnudas por primera vez su talla de pecho era C (32C-22-33). El tamaño actual de sus senos es DD. Ella después cambió su nombre al de Catalina Cruz. El cambio de nombre surgió de que la gente, "cada día me decían que parezco a Penélope Cruz con pechos grandes". A pesar de ser confundida como "hispano" o "latina", los antepasados de Catalina son eslovenos, "mis rasgos oscuros son en realidad eslovenos."
En sus películas y sesiones de fotos se la puede ver en escenas lésbicas, heterosexuales y sola. Ella se presenta a sí misma como una modelo de fitness vuelta loca por el sexo. Sus tendencias ninfómanas (como ella misma lo dice: "¡El sentimiento de un orgasmo es increíble y quiero que los otros lo sientan tanto como sea posible y tener diversión obteniéndolo!"), la hicieron entrar en el mundo de la pornografía donde ha hecho una extensa carrera en poco tiempo.
En entrevistas ha manifestado que adora tanto el sexo que no tiene ninguna posición favorita en específico sino todas y cualquiera de ellas.
Después de largo tiempo en Cleveland, actualmente se mudó a Arizona para poder estar más cerca de California donde necesita estar por su carrera de actriz y modelo porno, carrera que ella continuamente ha manifestado adorar. Mantiene su propio sitio web y un sitio en el cual ella le enseña a otras actrices porno a hacerle sexo oral a los hombres. También dentro de sus trabajos se encuentran varios videos en donde se filma a ella misma masturbándose y teniendo orgasmos intensos.